# Geophila flaviflora
Geophila flaviflora är en måreväxtart som beskrevs av Ake Assi. Geophila flaviflora ingår i släktet Geophila och familjen måreväxter. Inga underarter finns listade i Catalogue of Life.